# Pierre Sonrel
Pierre Sonrel, né le 20 janvier 1903 à Paris 16e et mort le 24 avril 1984 à Lisses,, est un architecte, scénographe, et décorateur français.
Il est diplômé architecte de l'École des Beaux-Arts de Paris le 21 février 1928.
Il publie en 1943 son Traité de scénographie (Paris, O. Lieutier), ouvrage qui fera longtemps référence et connaîtra de nombreuses rééditions.
Il est professeur chef d'atelier à l'École des Beaux-arts entre 1945 et 1954, membre de la S.A.D.G. en 1935, officier de la Légion d'honneur. En 1951, il fait partie du groupe d'architectes français de premier plan (avec Auguste Perret, Eugène Beaudouin et Bernard Zehrfuss) qui crée le Cercle d'études architecturales (CEA) dont Le Corbusier ou Jean Prouvé feront partie.
Installé à Paris dans les années 1950, il devient architecte en chef de la reconstruction et s'associe, entre 1958 et 1972, à son confrère Jean Duthilleul avec qui il réalise de nombreux programmes d'habitations et de grands ensembles, notamment en région parisienne. 

## Principales réalisations

### Équipements
Pierre Sonrel a travaillé pour le théâtre tout au long de sa carrière :
- Rénovation du théâtre Montparnasse pour Gaston Baty en 1930
- Participation à la construction du Théâtre en rond en 1954
- Casino de Boulogne-sur-Mer (Pas-de-Calais) en 1960, avec Marcel Bonhomme [partiellement détruit en 1987]
- Opéra-Théâtre des Arts de Rouen (Seine-Maritime) [1952-1962], avec les architectes Jean Maillard et Robert Levasseur
- Opéra-Théâtre de Limoges (Haute-Vienne) en 1963, avec André Champagne, Raymond Lescure et Paul Villemin
- Maison de la Culture d'Amiens (Picardie, Somme) en 1966, avec Jean Duthilleul

Comme scénographe, il a également collaboré avec Gaston Baty et Charles Dullin.

### Logement
- Cité Saint-Pierre (ZUP) dite cité des grands ensembles de Caucriauville, au Havre (Seine-Maritime), en 1959, avec Henri Loisel
- Logements rue de la Santé à Paris, en 1960
- Chapelle Saint-Jean-Marie Vianney à Rueil-Malmaison (Hauts-de-Seine) en 1960, avec Jean Duthilleul
- Grand ensemble de Massy-Antony
- Grand ensemble de la zone nord d'Asnières,
- Grand ensemble de la zone de Rueil-Plaine
- Rénovation de l'îlot n° 7 à Paris (Belleville), considéré comme insalubre : avec, côté 20e arrondissement, la Cité Le Pressoir (1960-1965) puis côté 19e arrondissement, le secteur Belleville Kuszner Rébeval (1968-1976)